# Sanfords brilvogel
Sanfords brilvogel (Zosterops lacertosus synoniem: Woodfordia lacertosa) is een zangvogel uit de familie Zosteropidae (brilvogels). De vogel werd in 1929 geldig beschreven door Robert Cushman Murphy en Gregory Mathews. De brilvogels werden verzameld tijdens een Amerikaanse expeditie langs eilanden in de Grote Oceaan in februari 1927. De vogel werd in 1929 in een apart geslacht geplaatst en als Sanfordia lacertosa beschreven, dit als eerbetoon aan  Leonard Cutler Sanford, bestuurslid van het American Museum of Natural History. Vandaar de Nederlandse (en andere talen) naam.

## Verspreiding en leefgebied
Deze soort is endemisch op het eiland Nendö (Santa Cruz-eilanden), onderdeel van de Salomonseilanden. Het leefgebied is overwegend ongerept regenwoud en daardoor is de vogel gevoelig voor grootschalige ontbossing. Gelukkig bedrijven de bewoners nu alleen nog kleinschalige, ecologisch verantwoorde bosbouw. 

## Status
De grootte van de populatie is niet gekwantificeerd maar de soort wordt omschreven als vrij algemeen. Omdat het verspreidingsgebied erg klein is heeft deze soort op de Rode lijst van de IUCN de status gevoelig.